# Mount Clemenceau
Der Mount Clemenceau ist der vierthöchste Berg in den kanadischen Rocky Mountains.
Der Gipfel war im Jahr 1892 von Arthur Coleman ursprünglich „Pyramid“ benannt worden. Im Jahr 1919 bekam der Berg bei der Grenzvermessung dann aber seinen heutigen Namen. Der Name wurde zur Erinnerung an Georges Clemenceau, den Premierminister von Frankreich während des Ersten Weltkrieges, gewählt.
Der Mount Clemenceau wurde erstmals 1923 von D. Durand, H. Hall, W. Harris und H. DeVillier-Schwab bestiegen.